# Rémy Landeau
Rémy Landeau, né le 8 octobre 1859 à Sèvres et mort le 26 octobre 1934 à Paris, est un peintre français.

## Biographie
Eugène Rémy Landeau est le fils d'Alexis Adrien Landeau, tailleur de pierres, et d'Agathe Marie Pitou.
En 1892, il épouse Louise Clémentine Étard (1860-1944), institutrice.
Élève d'Henri Léon Pallandre, il expose au Salon à partir de 1899.
Il est président de la section des Beaux-Arts de la Société nationale d'horticulture de France.
Il meurt à son domicile de la rue Dombasle à l'âge de 75 ans. Il est inhumé au cimetière de Vaugirard.

## Distinctions
- Officier de l'ordre du Mérite agricole (1905)
- Chevalier de la Légion d'honneur (1927)
- Officier de l'Instruction publique (1935)

## Prix Rémy-Landeau
« Mme Rémy Landeau, veuve de notre sociétaire Rémy Landeau, de son vivant artiste peintre, a remis à la Société quatre mille francs de rente dans le but de constituer un prix annuel de pareille somme (qui ne pourra en aucun cas être divisé), en faveur d'un artiste peintre homme ou femme, paysagiste de préférence, agé d'au moins 40 ans, n'ayant pas obtenu jusqu'ici la situation artistique de lui méritait son talent. Par suite, il ne pourra être attribué à un artiste faisant partie du jury ou du comité. »

Liste non exhaustive :
- 1941 : Lucienne Bisson
- 1942 : Charles Cerny
- 1943 : Jeanne Thil
- 1944 : Charles Cerny
- 1953 : Gabriel Venet
- 1954 : André Jouault[5]
- 1955 : Joseph Martineau[6]
- 1966: Marguerite Portier[7]